# Krążowniki projektu 68bis
Krążowniki typu Swierdłow (projektu 68bis) – typ radzieckich krążowników lekkich z okresu po II wojnie światowej. Zbudowany w liczbie 14 jednostek, był to najliczniejszy typ radzieckich krążowników w historii.

## Historia
Po zakończeniu II wojny światowej w Związku Radzieckim przystąpiono do modernizacji i rozbudowy floty wojennej. Efektem tych prac było opracowanie konstrukcji nowych krążowników lekkich projektu 68bis, które później oznaczano również jako typ Swierdłow (od nazwy pierwszego wprowadzonego do służby, krążownika tego typu). Projekt był rozwinięciem wywodzącego się jeszcze sprzed wojny projektu 68K (typ Czapajew. Zbudowano po wojnie 5 okrętów).
Budowę pierwszych krążowników tego typu, rozpoczęto w 1948 roku. Zamierzano wprowadzić do służby aż 25 okrętów. Jednakże krążowniki z uzbrojeniem wyłącznie artyleryjskim nie były już wówczas perspektywicznym rodzajem uzbrojenia. W 1959 roku na polecenie Nikity Chruszczowa (będącego wówczas I sekretarzem KPZR i premierem ZSRR), zrezygnowano z ich dalszej budowy, po zbudowaniu 14 okrętów.

## Opis

### Konstrukcja
Wyporność standardowa krążowników projektu 68bis wynosiła 13 230 ton, a pełna 16 300 ton. Długość wynosiła 210 m, szerokość 22 m, a zanurzenie 7,3 m.
Załoga liczyła według etatu radzieckiego 1270 ludzi.

### Uzbrojenie

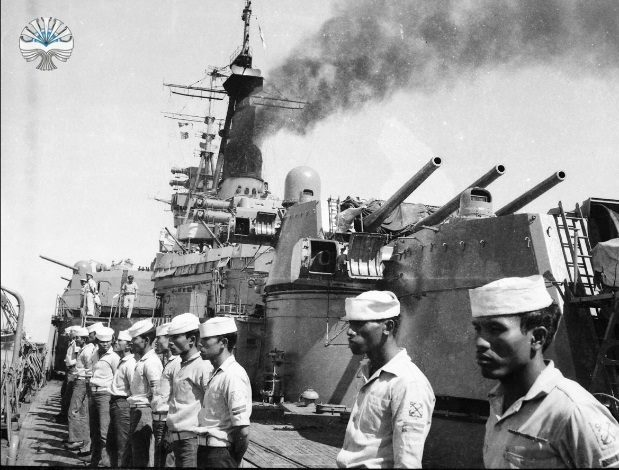
W służbie Indonezji jako „Irian” – widoczne uzbrojenie główne

Główne uzbrojenie artyleryjskie stanowiło 12 armat B-38 kalibru 152 mm w czterech trzydziałowych wieżach MK-5bis. Długość lufy wynosiła 8935 mm (L/58,6 – 58,6 kalibrów), a dokładny kaliber 152,4 mm. Kąt podniesienia luf wynosił od -5°30′ do +45°30′. Strzelały pociskami o masie 55 kg na maksymalną odległość 30 215 m z prędkością wylotową 950 m/s. Łączny zapas amunicji wynosił 2202 pociski.
Artylerię przeciwlotniczą średniego kalibru stanowiło 12 dział uniwersalnych kalibru 100 mm w sześciu dwudziałowych stabilizowanych wieżach SM-5-1. Długość lufy wynosiła 7015 mm (L/70). Kąt podniesienia luf wynosił od -8° do +85°. Strzelały pociskami o masie 15,6 – 15,9 kg na maksymalną odległość 24 000 m. Miały one szybkostrzelność maksymalną 15–18 strz./min na lufę. Łączny zapas amunicji wynosił 3852 pociski. Uzupełniało je lekkie uzbrojenie przeciwlotnicze w postaci 32 automatycznych armat kalibru 37 mm w 16 podwójnie sprzężonych odkrytych stanowiskach W-11. Miały one lufy o długości L/70 i szybkostrzelność maksymalną 160–180 strz./min na lufę.
Uzbrojenie uzupełniała broń podwodna w postaci 10 wyrzutni torped kalibru 533 mm, w dwóch pięciowyrzutniowych aparatach PTA-53-68-bis.

### Opancerzenie
Główne opancerzenie burt stanowił pas pancerny w rejonie linii wodnej, na większości długości okrętu – pomiędzy skrajnymi wieżami artylerii, o grubości 100 mm, nakryty wewnętrznym pokładem pancernym o grubości 50 mm. Od przodu cytadela była zamknięta grodzią grubości 120 mm, a od tyłu 100 mm. W części dziobowej przedłużenie głównego pasa stanowił pas o grubości 20 mm, nakryty pokładem o takiej samej grubości. Na rufie maszyna sterowa była chroniona pancerzem skrzyniowym grubości 100 mm po bokach i 50 mm od góry.
Wieże artylerii głównej miały pancerz grubości 175 mm z przodu, 65 mm z boku, 60 mm od tyłu i 75 mm od góry, a ich barbety miały pancerz 130 mm. Wieże artylerii przeciwlotniczej były lekko opancerzone pancerzem 20 mm z przodu i boków i 10 mm od góry.
Wieża dowodzenia miała pancerz pionowy grubości 130 mm, dachu 100 mm i podłogi 30 mm. Słabiej były opancerzone ponadto niektóre inne elementy konstrukcji.

### Napęd
Napęd stanowiły dwa zespoły turbin parowych z przekładniami TW-7, wyprodukowane w Charkowskiej Fabryce Turbogeneratorów, o mocy nominalnej po 55 000 KM. Turbiny rozwijały na różnych okrętach maksymalną moc łączną 118 – 128 tysięcy KM. Parę dostarczało sześć wodnorurkowych trójwalczakowych kotłów parowych KW-68, o ciśnieniu roboczym 25 atmosfer i temperaturze pary 370°±20° C. Turbiny napędzały dwie śruby o średnicy 4,58 m. Zapas paliwa płynnego (mazutu) wynosił 3420 ton, a maksymalnie 3920 ton. Maksymalny zasięg pływania wynosił 9000 mil morskich przy prędkości ekonomicznej 16 węzłów. Prędkość maksymalna okrętów wynosiła 33 węzły.

## Służba
Krążowniki typu Swierdłow szybko stały się przestarzałe w obliczu rozpowszechnienia się w latach 60 XX w., broni rakietowej. Niemniej jednak, użytkowane były we flocie wojennej ZSRR aż do początku lat dziewięćdziesiątych XX wieku, kiedy ostatecznie wycofano je z użycia.
W tym czasie, „Dzerżinskij” został w 1958 eksperymentalnie uzbrojony w pociski przeciwlotnicze S-75 Wołchow, stając się pierwszym radzieckim krążownikiem rakietowym (przebudowany ze zmianą oznaczenia projektu na 70E), natomiast „Admirał Nachimow” służył krótko do testów wyrzutni rakiet woda-woda (nosząc je jako pierwszy we flocie radzieckiej).
Dwa krążowniki „Żdanow” i „Admirał Sieniawin” przebudowano pod koniec lat 60. na okręty dowodzenia proj. 68U oraz uzbrojono w wyrzutnie rakiet przeciwlotniczych krótkiego zasięgu. „Oktiabrskaja Riewolucja”, „Admirał Uszakow” i „Michaił Kutuzow” przeszły niewielką modernizację, polegającą na wzmocnieniu lekkiego uzbrojenia przeciwlotniczego przez instalację 16 działek 30 mm AK-230. Spowodowało to zmianę ich oznaczenia na projekt 68A.
W kwietniu 1956 roku krążownik „Ordżonikidze”, na pokładzie którego Nikita Chruszczow składał wizytę w Wielkiej Brytanii, stał się jednym z bohaterów tzw. „afery komandora Crabba”.
| Nazwa                                           | Stocznia                            | Data położenia stępki | Data wodowania    | Data wcielenia do floty | Przydział do floty                  | Data skreślenia z listy floty | Uwagi                                                                            |
| ----------------------------------------------- | ----------------------------------- | --------------------- | ----------------- | ----------------------- | ----------------------------------- | ----------------------------- | -------------------------------------------------------------------------------- |
| Dzerżinskij (Dzierżyński)                       | Stocznia Marynarki w Mikołajowie    | 21 grudnia 1948       | 31 sierpnia 1950  | 12 sierpnia 1952        | Flota Czarnomorska                  | 12 października 1988          | W 1958 przebudowany na krążownik rakietowy proj. 70E                             |
| Swierdłow                                       | Stocznia Bałtycka w Leningradzie    | 15 października 1949  | 5 lipca 1950      | 15 maja 1952            | Flota Bałtycka                      | 30 maja 1989                  | W 1990 sprzedany do Indii na złom                                                |
| Ordżonikidze                                    | Stocznia Admiralicji w Leningradzie | 19 października 1949  | 17 września 1950  | 18 sierpnia 1952        | FB, od 1961 FCz                     | 24 stycznia 1963              | W 1962 roku sprzedany Indonezji jako „Irian”, wycofany w 1972                    |
| Żdanow                                          | Stocznia Bałtycka w Leningradzie    | 11 lutego 1950        | 27 grudnia 1950   | 31 grudnia 1952         | FB, od 1970 FCz                     | 4 kwietnia 1990               | W 1971 roku przebudowany na okręt dowodzenia proj. 68U1 W 1992 sprzedany na złom |
| Aleksandr Newskij                               | Stocznia Admiralicji w Leningradzie | 30 maja 1950          | 7 czerwca 1951    | 31 grudnia 1952         | Flota Północna                      | 30 maja 1989                  |                                                                                  |
| Admirał Nachimow                                | Stocznia Marynarki w Mikołajowie    | 27 czerwca 1950       | 29 czerwca 1951   | 27 marca 1953           | Flota Czarnomorska                  | 28 lipca 1960                 | W 1961 zezłomowany                                                               |
| Admirał Uszakow                                 | Stocznia Bałtycka w Leningradzie    | 31 sierpnia 1950      | 9 września 1951   | 8 września 1953         | FB, od 1956 FPłn, od 1963 FCz       | 16 września 1987              | W 1971 zmod. do proj. 68A. Od 1983 w rezerwie. W 1992 złomowany                  |
| Admirał Łazariew                                | Stocznia Bałtycka w Leningradzie    | 6 lutego 1951         | 29 czerwca 1952   | 30 grudnia 1953         | FB, od 1956 Flota Oceanu Spokojnego | 12 października 1986          | W latach 1962–1972 w rezerwie W latach 1980–1986 przebudowany W 1991 zezłomowany |
| Michaił Kutuzow                                 | Stocznia Marynarki w Mikołajowie    | 15 lutego 1951        | 29 listopada 1952 | 30 grudnia 1954         | Flota Czarnomorska                  |                               | Od 1989 w rezerwie                                                               |
| Aleksandr Suworow                               | Stocznia Bałtycka w Leningradzie    | 26 lutego 1951        | 15 maja 1952      | 31 grudnia 1953         | FB, od 1956 Flota Oceanu Spokojnego | 15 grudnia 1989               | W 1991 zezłomowany                                                               |
| Admirał Sieniawin                               | Stocznia Bałtycka w Leningradzie    | 31 października 1951  | 22 grudnia 1952   | 30 listopada 1954       | FB, od 1955 Flota Oceanu Spokojnego | 30 maja 1989                  | W 1971 przebudowany na okręt dowodzenia proj. 68U2. W 1992 sprzedany na złom.    |
| Dmitrij Pożarskij                               | Stocznia Bałtycka w Leningradzie    | luty 1952             | 25 czerwca 1953   | 31 grudnia 1954         | FB, od 1955 Flota Oceanu Spokojnego | 5 marca 1987                  | W 1990 zezłomowany                                                               |
| Oktjabrskaja Riewolucja (ex. Mołotowsk do 1957) | Stocznia nr 402 w Siewierodwińsku   | 15 lipca 1952         | 25 maja 1954      | 30 listopada 1954       | FPłn, od 1960 FB                    | 16 września 1987              | W 1969 zmod. do proj. 68A. W 1988 sprzedany na złom                              |
| Murmańsk                                        | Stocznia nr 402 w Siewierodwińsku   | 21 stycznia 1953      | 24 kwietnia 1955  | 22 września 1955        | Flota Północna                      | 3 lipca 1992                  | 24 grudnia 1994 wyrzucony na brzeg Norwegii w drodze do stoczni złomowej         |

Oprócz wyżej wymienionych krążowników rozpoczęto jeszcze budowę krążowników o nazwach: Szczerbakow, Admirał Korniłow, Kronsztadt, Tallinn, Warjag, Kozma Minin, Władywostok, Dmitrij Donskoj lecz ich budowę przerwano 2 września 1959 roku.